# José García Viñas
José García Viñas (Málaga, 3 de diciembre de 1848 - Melilla, 7 de septiembre de 1931) fue un médico anarquista español, miembro de la Federación Regional Española de la Asociación Internacional de Trabajadores (1870-1881) y de la bakuninista Alianza Internacional de la Democracia Socialista (1869-1872).

## Biografía
Cuando estudiaba medicina en Barcelona se incorporó al núcleo barcelonés de la Internacional formado a principios de 1869 a raíz del viaje del anarquista italiano Giuseppe Fanelli a España. Fue uno de los delegados del Congreso Obrero de Barcelona de 1870 del que surgió la FRE-AIT y participó en la redacción de varios dictámenes. Adoptó las tesis bakuninistas y se integró en la Alianza Internacional de la Democracia Socialista. También fue delegado en el Congreso de Córdoba de la FRE-AIT celebrado a finales de 1872 y principios de 1873. Asimismo fue uno de los tres representantes de la FRE-AIT en el Congreso de Ginebra de la anarquista Internacional de Saint-Imier celebrado en septiembre de 1873. Una vez concluido el Congreso se desplazó a Berna junto con los otros dos delegados españoles para visitar a Bakunin.
En julio de 1874 se incorporó, junto con Rafael Farga Pellicer, a la Comisión federal de la FRE-AIT cuando esta se trasladó de Madrid a Barcelona, en una época en que actuaba en la clandestinidad al haber sido prohibida la Internacional en enero de 1874 tras el triunfo del golpe de Pavía que puso fin a la República federal. A partir de aquel momento García Viñas, según Josep Termes, «a causa del tiempo libre que disponía al no ser obrero [era médico] y no estar atado a una rigurosa jornada laboral, acabó convirtiéndose en el eje de la organización y redactando todos, o casi, los proyectos, memorias o resoluciones de estos años. Y por esta causa los documentos de la Internacional (en plena descomposición, abandonada por las masas obreras y dirigida por un reducido sector del aliancismo) tienen en esta época, de clandestinidad forzada, un tan claro matiz insurreccionalista, de despego por el trabajo sindical y de confianza en el papel dirigente del grupo secreto y minoritario». También asumió la dirección del periódico La Revista Social, órgano de la FRE-AIT.
En 1876 tradujo los folletos del anarquista suizo James Guillaume Ideas sobre la organización social y Bosquejos históricos, de los que escribió el prólogo, firmando como D. G. Omblaga, doctor en ciencias. Ese año asistió como delegado de la FRE al Congreso de Berna de la Internacional anarquista bajo el seudónimo de Antonio Sánchez, junto con Trinidad Soriano que adoptó el nombre de Francisco Portillo.
En el Congreso de Verviers de la Internacional de Saint-Imier celebrado en agosto de 1877 intentó reconstruir la Alianza bakuninista junto con Piotr Kropotkin y James Guillaume, pero el proyecto fracasó. Cuando Kropotkin visitó Barcelona al año siguiente fue huésped de García Viñas, aunque aquel lo consideraba un «jacobino».
Según Anselmo Lorenzo, en los años de la clandestinidad de la FRE-AIT García Viñas se comportó como un dictador de la organización y por eso lo calificó de «anarquista autócrata». Guillaume, por su parte, lo consideraba «muy autoritario».
Cuando a finales de 1880 se planteó el debate de la vuelta a la legalidad de la FRE-AIT ante la perspectiva de que el nuevo gobierno liberal de Práxedes Mateo Sagasta reconociera el derecho de asociación, García Viñas defendió el ilegalismo y como su postura resultó derrotada dejó la organización y la dirección de La Revista Social. Según el historiador Juan Avilés Farré, «José García Viñas se retiró de la organización al estimar que una organización pública resultaría contraproducente, porque al participar en ella, los mejores militantes se darían a conocer a la policía y quedarían invalidados para la acción secreta, que él consideraba la única eficaz para fines revolucionarios». Poco después se volvió a su Málaga natal, abandonando el activismo anarquista.
El propio García Viñas explicó así su retirada:

[Veía que se iba a la creación de una] organización pública y legal, que yo juzgaba perniciosa para los objetivos de una acción revolucionaria eficaz, porque ella [la organización pública] absorbería la actividad de los mejores en detrimento de la acción secreta, señalándoles a la policía: a causa del hecho de ser conocidos y la vigilancia que resultaría de esto, se anularían para la acción secreta, que yo juzgaba entonces la única eficaz para alcanzar nuestras aspiraciones...
Después de once años de actividad... algunos desconfiaban de mí, y considerando que, con la organización pública, las sospechas de aquellos que sembraban la desconfianza respecto del que no era obrero manual, invocando que la emancipación de los trabajadores debía ser su propia obra, debían aumentar.